# Medieaktivism
Medieaktivism grundas på ett missnöje av hur massmedier framställer och rapporterar nyheter. Det handlar om individer, grupper eller proteströrelser som söker sig till nya områden och medier för att nå ut med sina budskap och åsikter. Medieaktivism möjliggör det för föreningar, organisationer och grupper i samhället att uttrycka åsikter och rapportera nyheter med en ny vinkling. Alternativa medier skapas av medieaktivister och möjliggör ett öppet forum för åsikter, information och nyheter som andra massmedier väljer att förbise eller enligt aktivister, misstolka. Man kan tala om det som en symbolisk kamp om information och representation där de etablerade medierna har stor symbolisk makt.

## Olika former av medieaktivism
Exempelvis miljöaktivisterna Greenpeace är en form av medieaktivister då de använder medier på ett sådant sätt att deras hjärtefrågor och protester uppmärksammas. Detta är även en form av manipulation av mediet. Indymedia, ett välkänt fenomen inom medieaktivism, är ett slags forum där nyheter och innehåll skapas av användarna själva och kan även ses som ett utrymme för protest som annars inte finns i de stora massmedierna. Nalust är en oberoende medieorganisation som grundades 2004 i Helsingfors av mediestudenterna Jukka Korpula och norrmannen Harald Carr. Organisationen startades på grund av ett stort missnöje bland elever som studerade medier på Helsingfors Universitet och som ansåg att massmedierna rapporterade partisk och vinklad information. Syftet med organisationen blev att granska nordisk nyhetsrapportering. De länder som är under granskning i dagsläget omfattar hela Norden.